# Agwan
Agwan – wieś w Indiach położona w stanie Maharasztra, w dystrykcie Thane, w tehsilu Dahanu.
Według spisu ludności Indii z 2011 roku, w Agwan znajduje się 741 gospodarstw domowych, które zamieszkują 3993 osoby.